# Marc Lascaris de Tende
Pour les articles homonymes, voir Lascaris (homonymie).
Marc Lascaris de Tende, mort vers 1493, est un prélat franco-italien, évêque de Riez au XVe siècle, issu de la famille Lascaris de Vintimille.

## Biographie
Marc est fils d'Antoine Lascaris de Vintimille, des comtes de Tende de Vintimille, et de Françoise de Bouliers.
Marc Lascaris prend possession de l'évêché de Riez en 1466 et meurt vers 1493, après s'être démis auparavant de son évêché en faveur de son neveu Antoine. Marc est le père naturel de Thomas, futur évêque de Riez.
Il jette les premiers fondements de la cathédrale, l'ancienne ayant été brûlée dans les guerres civiles.

### Source
- Histoire générale de Provence, tome 1er, Paris, 1777